# Sarabetsu
Sarabetsu (更別村?) è un villaggio giapponese della prefettura di Hokkaidō.